# James McBain
James McBain (ur. 22 czerwca 1978 w Glasgow) – szkocki snookerzysta.

## Kariera amatorska
W sezonie 2006/2007 brał udział w serii turniejów International Open Series. Wygrał turniej III, w finale pokonując Marka Allena 6-3.
W rozgrywkach PIOS brał także udział w sezonie 2007/2008. W tym sezonie wygrał ostatni, VIII turniej, pokonując w finale późniejszego triumfatora rankingu PIOS, Kurta Maflina 6-4. Ostatecznie McBain w rankingu zajął trzecie miejsce, dzięki czemu awansował do Main Touru.

## Kariera zawodowa

### Sezon 2005/2006
Po raz pierwszy do Main Touru McBain wszedł w sezonie 2005/2006, jednak z powodu słabych wyników uzyskanych w kwalifikacjach do turniejów rankingowych nie zdołał utrzymać się w rankingu snookerowym na następny sezon.

### Sezon 2008/2009
Drugi raz do grona światowej czołówki snookerzystów dołączył w sezonie 2008/2009, jednak podobnie jak poprzednim razem, nie udało mu się obronić miejsca w Main Tourze.

### Sezon 2010/2011
W 2010 roku wygrał mecz play-off o wejście do Main Touru, dzięki któremu po raz trzeci w karierze znalazł się w światowej czołówce w sezonie 2010/2011.
W kwalifikacjach do turnieju Shanghai Masters 2010 McBain doszedł do trzeciej, przedostatniej rundy, pokonawszy Jacka Lisowskiego 5-3 oraz Jimmy’ego Robertsona 5-4. Uległ jednak w trzeciej rundzie swojemu rodakowi, Jamiemu Burnettowi 1-5.
W kwalifikacjach do turnieju Welsh Open 2011 wygrał w pierwszej rundzie z Justinem Astleyem, pokonując go 4-0. W meczu poprawił także swój rekord w najwyższym breaku z 134 na 137.
Odpadł jednak w drugiej rundzie, przegrywając 4-0 z Jimmym White’em.

## Statystyka zwycięstw

### Amatorskie
- Scottish Amateur Championship 2003, 2007[1]
- Challenge Tour 2006/2007 – Turniej III
- International Open Series 2006/2007 – Turniej VIII